# Полное имя
Полное имя — используется для полного (традиционного или официального) именования человека.

## Состав полного имени
В русском языке состоит из личного имени, отчества и фамилии. Может также включать титул (в т. ч. религиозный), учёную степень, звание и порядковый номер. У некоторых народов фамилия традиционно не используется. Средние имена также есть далеко не у всех народов.

### Личное имя
Личное имя — социолингвистическая единица, разновидность имени собственного, главный персональный языковой идентификатор человека.

### Родовое имя
Родовое имя — часть полного имени, которая несёт информацию о происхождении человека. Ныне, как правило, используется только одно родовое имя — фамилия, в древности использовались и другие формы записи информации о предках в собственном имени человека.

## Традиции именования

### Национальные
В англоязычных странах полное имя состоит из собственно имени, так называемого среднего (или второго) имени и фамилии. Среднее имя часто сокращается до инициала, а в повседневной усечённой форме имени не употребляется вовсе. В то же время, среди людей шотландского происхождения встречается и обратная традиция - сокращать первое имя и использовать в качестве основного повседневного имени второе.
В арабских странах существует довольно сложная структура полного имени. Помимо собственно имени и фамилии может употребляться длинная цепочка имён предков, соединённых частицей ibn (bin) (отчества), а также указания на место рождения человека. Кроме того, перед именем может стоять частица абу (отец) и другое имя. Например, Абу Абдалла Махмуд ибн Саид аль-Маджид = Махмуд, отец Абдаллы, сын Саида, из рода Маджидов.
Впрочем, каждый регион имеет свои особенности. Например, в Египте полное имя состоит из личного имени и имен предков-мужчин отцовской линии, например женское имя Арва Мухамед (Арва, дочь Мухамеда). Считается хорошим тоном знать свое полное имя до пятого колена, например Арва Мухамед Наср Мустафа Мухамед (Арва, дочь Мухамеда, сына Насра, сына Мустафы, сына Мухамеда). Частица 'ибн' и фамилия не используются. В Саудовской Аравии, например, существуют, двойные личные имена, например Мустафа-Мухамед Наср. Однако, с 2014 года их запрещено давать новорожденным. Такой же запрет существует и в Египте.
Особенностью традиционных исландских имён является употребление (помимо собственно имени) отчества, и крайне редкое употребление фамилий.

### Вождей и знати
У императора, царя, князя и других представителей знати могло быть несколько имён. В зависимости от знатности и количества титулов полная форма имени могла представлять собой длинную цепочку имён и возвеличивающих эпитетов. У монарших особ главным, прижизненным именем  было тронное имя, которое официально заменяло имя при рождении, но далеко не всегда человек получал известность под ним после смерти.

### Религиозных деятелей
Особые традиции именования сложились в религиозной и церковной сфере. Имена высших церковных деятелей в некотором смысле схожи с именами титулованной знати, могут включать в себя порядковый номер, а также церковный титул. Обычно при принятии сана человек меняет своё имя, данное ему при рождении, на церковное, которое в дальнейшем и становится официальной формой обращения к нему.

## Порядок слов в полном имени
В Европе (за исключением Венгрии) полное имя традиционно записывается в порядке имя фамилия. В бюрократическом употреблении фамилия обычно ставится на первое место. Фамилия также традиционно употребляется перед именем в Венгрии, Вьетнаме, Китае, Монголии, Корее и Японии.